# Emporte-pièce (pâtisserie)
 (janvier 2024).
Si vous disposez d'ouvrages ou d'articles de référence ou si vous connaissez des sites web de qualité traitant du thème abordé ici, merci de compléter l'article en donnant les références utiles à sa vérifiabilité et en les liant à la section « Notes et références ».

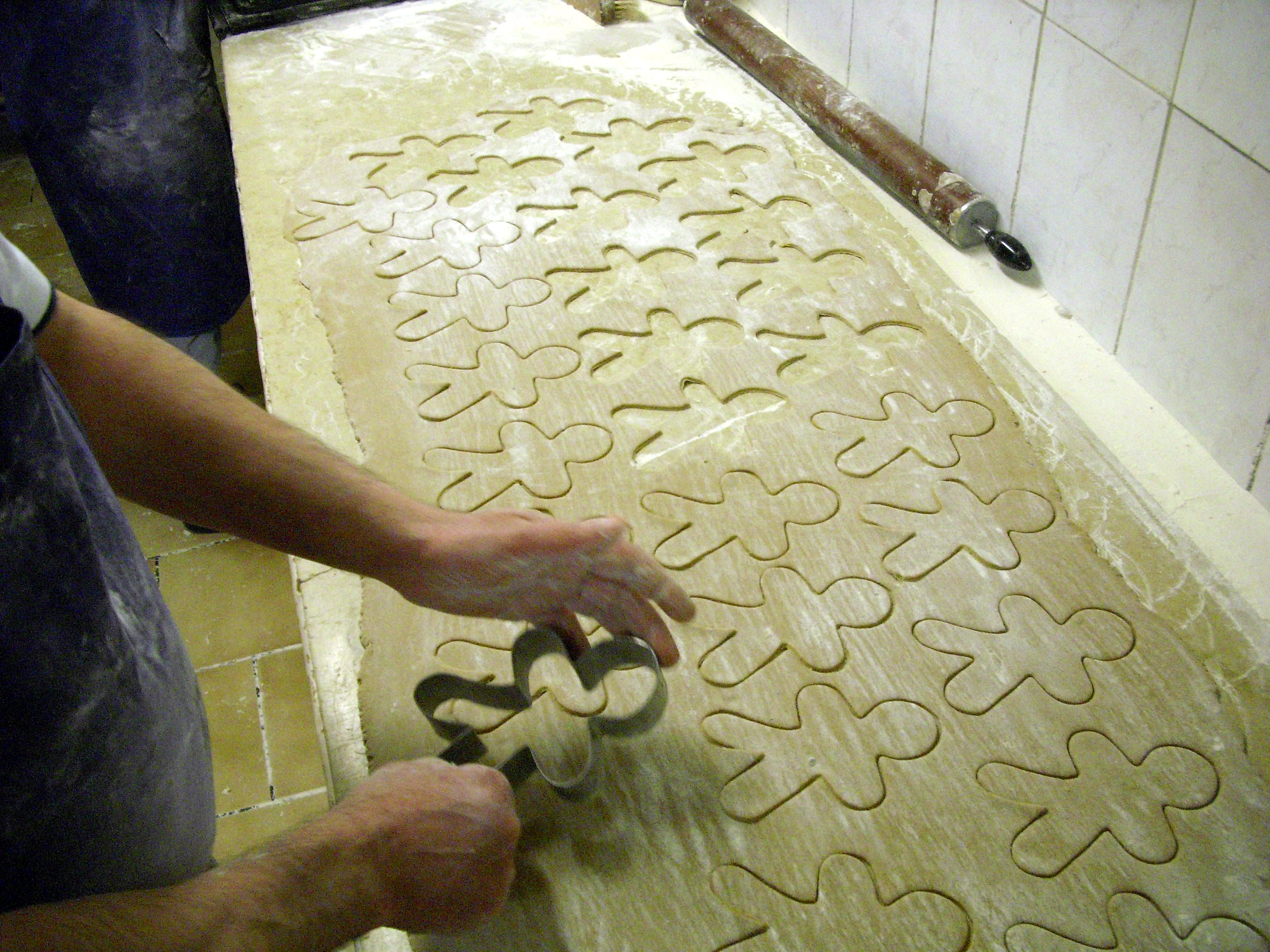
Emporte-pièce à pain d'épices.

Un emporte-pièce est un outil manuel généralement en métal et de forme déterminée, servant à découper cette forme dans de la pâte étalée sur un plan de travail avant sa cuisson. La taille et la forme des emporte-pièces varient. Ils vont du simple cercle au carré, en passant par le rectangle, l’étoile, l’ovale à rebord cannelé ou non. Certains prennent même une forme plus complexe comme celle d’un « bonhomme » ou d'un « sapin » parfois de bonne taille, jusqu’à 30 cm et plus. Il en va ainsi dans la fabrication du « bonhomme en pain d’épice ». 
Une forme simple d’emporte-pièce est le verre à boire retourné, son ouverture servant alors à découper la pâte. Une technique de fabrication des donuts à la québécoise consiste à utiliser deux emporte-pièces de diamètre différent, l’un étant un verre, l’autre un dé à coudre. On découpe d’abord les grands cercles avec le verre et ensuite les plus petits avec le dé en alignant bien leur centre pour obtenir des tores réguliers avant de les faire frire.